# Фрасивулос Георгіадіс
Фраси́вулос Георгіа́діс (грец. Θρασύβουλος Γεωργιάδης; * 4 січня 1907, Афіни,— † 15 березня 1977, Мюнхен) — грецький музикознавець.
Навчався в Афінській консерваторії по класу фортепіано, одночасно отримуючи освіту інженера за фахом «мости та шляхи» (1923–1928). Пізніше вдосконалювався в Карла Орфа та вивчав музикознавство під керівництвом Р. фон Фікера в Мюнхенському університеті, де захистив дисертацію на тему «Englische Diskanttraktate aus der ersten Hälfte des 15. Jahrhunderts», опубліковану у Вюрцбурзі у 1937 році.
Був професором в Афінській консерваторії, яку очолював з 1939 по 1941 роки. Викладав в Гейдельберзькому університеті (1948–1956), а пізніше займав кафедру музикознавства Мюнхенського університету.
Значна частина його наукових праць присвячена грецькій музиці, зокрема візантійського періоду. Досліджував також загальні співвідношення між музикою та мовленням (а також поезією, танцем тощо) і творчість класичних австрійських та німецьких композиторів.

## Основні праці
- Bemerkungen zur Erforschung der byzantinischen Kirchenmusik // Byzantinische Zeitschrift, 1939, Band 39.
- Der griechische Rhythmus, Musik, Reigen, Vers und Sprache. Hamburg: Marion von Schröder, 1949.
- Aus der Musiksprache des Mozart-Theaters // Mozart Jahrbuch 1950. Salzburg, 1951.
- Zur Musiksprache der Wiener Klassiker // Mozart Jahrbuch 1951. Salzburg, 1953.
- Musik und Sprache. Berlin; Göttingen; Heidelberg: Springer, 1954.
- Musik und Rhythmus bei den Griechen. Hamburg: Rowohlt, 1958.
- Schubert. Musik und Lyrik. Göttingen: Vandenhoeck & R., 1967.

## Джерело
M. Honegger. Dictionnaire de la musique. Paris: Bordas, 1979, vol. 1, p. 403–404.